# Tillandsia 'Cathcart'
Tillandsia 'Cathcart' es un  cultivar híbrido del género Tillandsia perteneciente a la familia  Bromeliaceae.
Es un híbrido creado  con las especies Tillandsia fasciculata × Tillandsia compressa.